# فوميمارو كونويه
فوميمارو كونويه (باليابانية: 近衛 文麿 كونويه فوميمارو) (12 أكتوبر 1891 - 16 ديسمبر 1945) كان سياسي ياباني شغل منصب رئيس الوزراء الياباني لثلاث مرات.

## روابط خارجية
- فوميمارو كونويه على موقع الموسوعة البريطانية (الإنجليزية)
- فوميمارو كونويه على موقع مونزينجر (الألمانية)